# Championnat d'Islande de football 1988
Navigation
Saison précédente Saison suivante
La saison 1988 du Championnat d'Islande de football était la 77e édition de la première division islandaise. Les 10 clubs jouent les uns contre les autres lors de rencontres disputées en matchs aller et retour.
Le Valur Reykjavik, tenant du titre, a tenté de le conserver face aux neuf meilleurs clubs du pays. Pour la première fois de son histoire, le Leiftur Ólafsfjörður participe au championnat de première division.
C'est le Fram Reykjavik qui termine en tête du championnat et remporte le 17e titre de champion d'Islande de son histoire. Le club réalise un parcours quasiment parfait : 16 victoires, 1 nul et 1 défaite, défaite survenue alors que le titre était mathématiquement acquis. La défense a tenu le choc toute la saison, avec seulement 8 buts encaissés en 18 matchs. C'est la première fois depuis 1978 qu'une équipe encaisse moins de 10 buts dans la saison.
En bas de classement, le Völsungur Húsavík et le Leiftur Ólafsfjörður descendent en 2. Deild.

## Les 10 clubs participants
| \| Reykjavik : · Valur - KR - Fram - Vikingur Akureyri : · þor - KA ÍA Akranes Leiftur Ólafsfjörður ÍBK Keflavík Völsungur Húsavík \| Clubs participants |
| Reykjavik : · Valur - KR - Fram - Vikingur Akureyri : · þor - KA ÍA Akranes Leiftur Ólafsfjörður ÍBK Keflavík Völsungur Húsavík                          |

| Club                 | Classement 1987 | Stade              | Ville        |
| -------------------- | --------------- | ------------------ | ------------ |
| ÍA Akranes           | 3               | Akranesvöllur      | Akranes      |
| Fram Reykjavik       | 2               | Laugardalsvöllur   | Reykjavik    |
| KA Akureyri          | 6               | Akureyrarvöllur    | Akureyri     |
| ÍBK Keflavík         | 7               | Keflavíkurvöllur   | Keflavík     |
| KR Reykjavik         | 5               | KR-völlur          | Reykjavik    |
| Leiftur Ólafsfjörður | 2. Deild        | Olafsfjörðurvöllur | Olafsfjordur |
| þor Akureyri         | 4               | Akureyrarvöllur    | Akureyri     |
| Valur Reykjavik      | 1               | Laugardalsvöllur   | Reykjavik    |
| Vikingur Reykjavik   | 2. Deild        | Laugardalsvöllur   | Reykjavik    |
| Völsungur Húsavík    | 8               | Húsavíkurvöllur    | Húsavík      |

## Compétition

### Classement
Le barème de points servant à établir le classement se décompose ainsi :
- Victoire : 3 points
- Match nul : 1 point
- Défaite : 0 point

| Rang | Équipe                 | Pts | J  | G  | N | P  | Bp | Bc | Diff |
| ---- | ---------------------- | --- | -- | -- | - | -- | -- | -- | ---- |
| 1    | Fram Reykjavik         | 49  | 18 | 16 | 1 | 1  | 38 | 8  | +30  |
| 2    | Valur Reykjavik T C    | 41  | 18 | 13 | 2 | 3  | 36 | 15 | +21  |
| 3    | ÍA Akranes             | 32  | 18 | 9  | 5 | 4  | 32 | 25 | +7   |
| 4    | KA Akureyri            | 27  | 18 | 8  | 3 | 7  | 31 | 29 | +2   |
| 5    | KR Reykjavik           | 24  | 18 | 7  | 3 | 8  | 26 | 25 | +1   |
| 6    | Þor Akureyri           | 24  | 18 | 6  | 6 | 6  | 25 | 27 | -2   |
| 7    | ÍBK Keflavík           | 18  | 18 | 4  | 6 | 8  | 22 | 32 | -10  |
| 8    | Vikingur Reykjavik P   | 18  | 18 | 5  | 3 | 10 | 20 | 31 | -11  |
| 9    | Leiftur Ólafsfjörður P | 9   | 18 | 1  | 6 | 11 | 12 | 26 | -14  |
| 10   | Völsungur Húsavík      | 9   | 18 | 2  | 3 | 13 | 13 | 36 | -23  |

|  | Qualifié pour la Coupe d'Europe des clubs champions 1989-1990 |
|  | Qualifié pour la Coupe des Coupes 1989-1990                   |
|  | Qualifié pour la Coupe UEFA 1989-1990                         |
|  | Relégation en 2. Deild                                        |

### Matchs
| Résultats (▼dom., ►ext.)                                   | þor | Val | KR  | ÍBV | Kefl | Fram | Akr | Brei | Völs | Vik |
| Þor Akureyri                                               |     | 0-3 | 2-0 | 2-1 | 2-2  | 0-1  | 1-1 | 3-2  | 2-1  | 2-1 |
| Valur Reykjavik                                            | 4-2 |     | 3-2 | 3-1 | 3-1  | 0-1  | 3-1 | 4-3  | 1-0  | 4-0 |
| KR Reykjavik                                               | 1-2 | 0-1 |     | 3-0 | 3-0  | 1-2  | 1-1 | 2-0  | 2-1  | 2-2 |
| Völsungur Húsavík                                          | 0-0 | 1-3 | 1-3 |     | 1-2  | 1-0  | 1-2 | 0-4  | 1-1  | 0-0 |
| ÍBK Keflavík                                               | 1-1 | 1-3 | 1-3 | 3-1 |      | 1-1  | 1-1 | 1-1  | 2-1  | 3-1 |
| Fram Reykjavik                                             | 1-0 | 1-0 | 3-0 | 2-0 | 2-0  |      | 3-2 | 3-2  | 2-0  | 3-0 |
| ÍA Akranes                                                 | 4-3 | 1-0 | 2-0 | 2-1 | 2-0  | 0-4  |     | 2-2  | 3-1  | 4-0 |
| KA Akureyri                                                | 1-1 | 0-1 | 3-1 | 1-0 | 2-1  | 1-4  | 3-2 |      | 2-1  | 2-1 |
| Leiftur Ólafsfjörður                                       | 1-1 | 0-0 | 1-1 | 0-1 | 1-1  | 0-3  | 0-0 | 2-1  |      | 0-1 |
| Vikingur Reykjavik                                         | 3-1 | 0-0 | 0-1 | 5-2 | 3-1  | 0-2  | 1-2 | 0-1  | 2-1  |     |
| - Victoire à domicile - Match nul - Victoire à l'extérieur |     |     |     |     |      |      |     |      |      |     |

## Bilan de la saison
| Tableau d'Honneur                 |                 |
| Compétition                       | Vainqueur       |
| Championnat d'Islande de football | Fram Reykjavik  |
| Coupe d'Islande de football       | Valur Reykjavik |
| Supercoupe d'Islande de football  | Valur Reykjavik |

| Qualifications européennes                   |                 |
| Coupe d'Europe des clubs champions 1989-1990 | Qualifié        |
| 1er tour                                     | Fram Reykjavik  |
| Coupe des Coupes 1989-1990                   | Qualifié        |
| 1er tour                                     | Valur Reykjavik |
| Coupe UEFA 1989-1990                         | Qualifié        |
| 1er tour                                     | ÍA Akranes      |

| Promotion et relégation |                                        |
| Relégués en 2. Deild    | Völsungur Húsavík Leiftur Ólafsfjörður |
| Promus en 1. Deild      | FH Hafnarfjörður Fylkir Reykjavik      |

## Meilleurs buteurs
| # | Buteurs                | Clubs           | Nb de Buts |
| - | ---------------------- | --------------- | ---------- |
| 1 | Sigurjon Kristjansson  | Valur Reykjavik | 13         |
| 2 | Guðmunður Steinsson    | Fram Reykjavik  | 12         |
| 3 | þorvaldur Orlygsson    | KA Akureyri     | 9          |
| 3 | Adalsteinn Viglunðsson | ÍA Akranes      | 9          |
| 5 | Petur Ormslev          | Fram Reykjavik  | 8          |